# F氏的日常
『F氏的日常』（エフしてきにちじょう）は、『週刊ダイヤモンド』（ダイヤモンド社）1993年4月10日号より掲載されている、福山庸治の1コマ漫画である。現代社会を短編と1コマ漫画などの手法で風刺した作品で、シュールで風刺のきいた内容となっている。
2001年、第5回文化庁メディア芸術祭マンガ部門大賞を受賞した。

## 書籍
- 『F氏的日常』（2001年7月18日、九龍COMICS〈河出書房新社〉、ISBN 978-4-309-72806-3）[4]